# Hołuczków
Hołuczków (w latach 1977–1981 Okrężna) – wieś w Polsce położona w województwie podkarpackim, w powiecie sanockim, w gminie Tyrawa Wołoska.
W latach 1975–1998 miejscowość administracyjnie należała do województwa krośnieńskiego.

## Historia
Od 1340 do 1772 ziemia sanocka, województwo ruskie. W pocz. XV w. należał do Mikołaja Czeszyka. Potem własność szlachecka Jana Tyrawskiego z Mrzygłodu. W połowie XVII wieku zmienia właścicieli i są nimi Ossolińscy. Na przełomie XVII i XVIII wieku właścicielami Hołuczków są Urbańscy (przed 1707 rokiem). W 2 poł. XVII wieku Hołuczków przejął jako właściciel Karol Krajewski herbu Jasieńczyk, po nim syn Marcin Tadeusz Krajewski, a następnie syn Leon, żonaty z Julią Balówną. W połowie XIX wieku właścicielem posiadłości tabularnej w Hołuczkowie był Karol Wisłocki. W XIX w. właścicielami byli Bolesław i Wincenty Gałkowscy. Do 1914 powiat sanocki, pow. podatkowy Bircza, austriacka Prowincja Galicja. W roku 1903 w Hołuczkowie urodził się Aleksander Rybicki, polski etnograf. W 1905 Franciszek Cyganik wraz z 21 współwłaścicielami posiadał we wsi obszar 394 ha. Obszar we wsi posiadała także Stanisława Tarnawiecka.
W II Rzeczypospolitej wieś w powiecie sanockim województwa lwowskiego. W latach 1944–1946 nacjonaliści ukraińscy z OUN-UPA zamordowali tutaj 11 Polaków, Spalili też 150 gospodarstw Ukraińców, którzy zostali przesiedleni do ZSRR.

## Zabytki
We wsi znajduje się dawna cerkiew parafialna greckokatolicka pw. św. Paraskewy (obecnie kościół filialny rzymskokatolicki), zbudowana w 1858 roku, przez miejscowego cieślę Konstiantyna Melnyka.